# Ambasciatori austriaci in Italia
L'ambasciatore austriaco in Italia è il primo rappresentante diplomatico dell'Austria (già dell'Impero austriaco e dell'Impero austro-ungarico) in Italia. I rapporti diplomatici tra i due paesi vennero stabiliti per la prima volta in maniera stabile nel 1866.

## Impero austriaco
- 1866-1867: Alois Kübau von Kübeck

## Impero austro-ungarico
- 1867-1871: Alois Kübau von Kübeck
- 1871-1876: Felix von Wimpffen
- 1877-1879: Heinrich Karl von Haymerle
- 1879-1882: Felix von Wimpffen
- 1882-1886: Emanuel von Ludolf
- 1886-1895: Karl Ludwig von Bruck
- 1895-1904: Marius Pasetti-Angeli von Friedenburg
- 1904-1910: Heinrich von Lützow
- 1910-1915: Kajetan Mérey

1915-1919: Interruzione delle relazioni diplomatiche a causa della prima guerra mondiale

## Repubblica austriaca
- 1921-1933: Rémy Kwiatkowsky
- 1933-1934: Anton Rintelen
- 1934-1936: Alois Vollgruber
- 1936-1938: Egon Berger-Waldenegg

1938-1945: Chiusura dell'ambasciata. Relazioni gestite direttamente dalla Germania nazista
- 1946-1947: Adrian Rotter
- 1947-1955: Johannes Schwarzenberg
- 1955-1972: Max Löwenthal-Chlumecky
- 1972-1974: Heribert Tschofen
- 1974-1976: Rudolf Ender
- 1977-1978: Georg Schlumberger
- 1979-1982: Heinz Laube
- 1982-1991: Friedrich Frölichsthal
- 1991-1997: Emil Staffelmayr
- 1997-2001: Günter Birbaum
- 2001-2007: Alfons M. Kloss
- 2009-2013: Christian Berlakovits
- 2013-2015: Gerda Vogl
- Dal 2015: René Pollitzer